# Galapaški morski lev
Galapaški morski lev (znanstveno ime Zalophus wollebaeki) je vrsta morskega leva, ki živi in se razmnožuje na Galapaških otokih in v manjšem številu na Isla de la Plata v Ekvadorju. Ker so dokaj družabni, jih pogosto opazimo, kako se sončijo na peščenih obalah ali skalnih skupinah ali drsijo po valovih. So najmanjša vrsta morskih levov.